# 孔家袋鼠介
孔家袋鼠介（学名：Kangarina kunchiatiena）为尾花介科袋鼠介屬下的一个种。